# Rwanda Challenger 2024
Il Rwanda Challenger 2024 è stato un torneo maschile tennis professionistico. È stata la 1ª edizione del torneo, facente parte della categoria Challenger 50 nell'ambito dell'ATP Challenger Tour 2024, con un montepremi di 40 000 $. Si è giocato dal 26 febbraio al 3 marzo 2024 sui campi in terra rossa di Kigali, in Ruanda.

## Partecipanti

### Teste di serie
| Nazionalità | Giocatore            | Ranking* | Testa di serie |
| ----------- | -------------------- | -------- | -------------- |
|             | Ivan Gakhov          | 176      | 1              |
| Francia     | Clément Tabur        | 216      | 2              |
| Francia     | Calvin Hemery        | 219      | 3              |
| Argentina   | Marco Trungelliti    | 220      | 4              |
| Romania     | Nicholas David Ionel | 263      | 5              |
| Zimbabwe    | Benjamin Lock        | 350      | 6              |
| Paesi Bassi | Max Houkes           | 353      | 7              |
| Egitto      | Mohamed Safwat       | 364      | 8              |

* Ranking al 19 febbraio 2024.

### Altri partecipanti
I seguenti giocatori hanno ricevuto una wild card per il tabellone principale:
- Ernest Habiyambere
- Guy Orly Iradukunda
- Kamil Majchrzak

I seguenti giocatori sono passati dalle qualificazioni:
- Alafia Ayeni
- Noah Schachter
- Luca Fantini
- Lucas Bouquet
- Preston Brown
- Ivan Denisov

## Punti e montepremi
| Torneo    | Torneo              | V     | F     | SF    | QF    | 2T  | 1T  | Q | Q2  | Q1  |
| Singolare | Punti               | 50    | 25    | 14    | 8     | 4   | 0   | 3 | 1   | 0   |
| Singolare | Premi in denaro ($) | 5,500 | 3,260 | 1,900 | 1,120 | 660 | 395 | – | 215 | 125 |
| Doppio    | Punti               | 50    | 25    | 14    | 8     | –   | 0   | – | –   | –   |
| Doppio    | Premi in denaro ($) | 2,130 | 1,250 | 745   | 435   | –   | 245 | – | –   | –   |

## Campioni

### Singolare
Kamil Majchrzak ha sconfitto in finale  Marco Trungelliti con il punteggio di 6–4, 6–4.

### Doppio
Max Houkes /  Clément Tabur hanno sconfitto in finale  Pruchya Isaro /  Christopher Rungkat con il punteggio di 6–3, 7–6(4).